# Cup of Russia de 2007
Cup of Russia de 2007 foi a décima segunda edição da Cup of Russia, um evento anual de patinação artística no gelo organizado pela Federação de Patinação Artística da Rússia (em russo:  Федерация фигурного катания на коньках России), e que fez parte do Grand Prix de 2007–08. A competição foi disputada entre os dias 22 de novembro e 25 de novembro, na cidade de Moscou, Rússia.

## Eventos
- Individual masculino
- Individual feminino
- Duplas
- Dança no gelo

## Medalhistas
| Evento                        | Ouro                                     | Prata                                        | Bronze                                        |
| Individual masculino detalhes | Johnny Weir · Estados Unidos             | Stéphane Lambiel · Suíça                     | Andrei Griazev · Rússia                       |
| Individual feminino detalhes  | Kim Yu-Na · Coreia do Sul                | Yukari Nakano · Japão                        | Joannie Rochette · Canadá                     |
| Duplas detalhes               | Zhang Dan · Zhang Hao · China            | Aliona Savchenko · Robin Szolkowy · Alemanha | Yuko Kavaguti · Alexander Smirnov · Rússia    |
| Dança no gelo detalhes        | Oksana Domnina · Maxim Shabalin · Rússia | Nathalie Péchalat · Fabian Bourzat · França  | Anna Zadorozhniuk · Sergei Verbillo · Ucrânia |

## Resultados

### Individual masculino
| Pos.              | Nome                 | Nacionalidade  | Pontos | PC         | PL          |
| ----------------- | -------------------- | -------------- | ------ | ---------- | ----------- |
| Medalha de ouro   | Johnny Weir          | Estados Unidos | 229.96 | 80.15 (2)  | 149.81 (1)  |
| Medalha de prata  | Stéphane Lambiel     | Suíça          | 218.84 | 80.49 (1)  | 138.35 (2)  |
| Medalha de bronze | Andrei Griazev       | Rússia         | 206.13 | 70.95 (3)  | 135.18 (5)  |
| 4                 | Jeffrey Buttle       | Canadá         | 201.77 | 65.16 (6)  | 136.61 (3)  |
| 5                 | Takahiko Kozuka      | Japão          | 199.98 | 64.65 (7)  | 135.33 (4)  |
| 6                 | Yannick Ponsero      | França         | 189.76 | 67.93 (4)  | 121.83 (9)  |
| 7                 | Alexander Uspenski   | Rússia         | 189.17 | 63.74 (8)  | 125.43 (7)  |
| 8                 | Kevin Reynolds       | Canadá         | 186.69 | 59.46 (11) | 127.23 (6)  |
| 9                 | Andrei Lutai         | Rússia         | 185.35 | 65.55 (5)  | 119.80 (10) |
| 10                | Kristoffer Berntsson | Suécia         | 182.46 | 60.08 (10) | 122.38 (8)  |
| 11                | Xu Ming              | China          | 159.01 | 55.99 (12) | 103.02 (11) |
| 12                | Gregor Urbas         | Eslovênia      | 155.62 | 62.90 (9)  | 92.72 (12)  |

### Individual feminino
| Pos.              | Nome              | Nacionalidade  | Pontos | PC         | PL         |
| ----------------- | ----------------- | -------------- | ------ | ---------- | ---------- |
| Medalha de ouro   | Kim Yu-na         | Coreia do Sul  | 197.20 | 63.50 (1)  | 133.70 (1) |
| Medalha de prata  | Yukari Nakano     | Japão          | 172.77 | 60.50 (2)  | 112.27 (3) |
| Medalha de bronze | Joannie Rochette  | Canadá         | 169.91 | 50.56 (5)  | 119.35 (2) |
| 4                 | Kiira Korpi       | Finlândia      | 154.26 | 58.22 (3)  | 96.04 (4)  |
| 5                 | Fumie Suguri      | Japão          | 148.15 | 56.18 (4)  | 91.97 (6)  |
| 6                 | Nina Petushkova   | Rússia         | 138.79 | 44.70 (9)  | 94.09 (5)  |
| 7                 | Júlia Sebestyén   | Hungria        | 134.98 | 44.76 (8)  | 90.22 (7)  |
| 8                 | Beatrisa Liang    | Estados Unidos | 134.60 | 46.30 (7)  | 88.30 (8)  |
| 9                 | Liu Yan           | China          | 126.14 | 38.40 (10) | 87.74 (9)  |
| 10                | Katarina Gerboldt | Rússia         | 121.10 | 48.02 (6)  | 73.08 (10) |
| 11                | Kristin Wieczorek | Alemanha       | 109.61 | 37.38 (11) | 72.23 (11) |
| 12                | Arina Martinova   | Rússia         | 101.43 | 34.48 (12) | 66.95 (12) |

### Duplas
| Pos.              | Nome                                          | Nacionalidade | Pontos | PC        | PL         |
| ----------------- | --------------------------------------------- | ------------- | ------ | --------- | ---------- |
| Medalha de ouro   | Zhang Dan / Zhang Hao                         | China         | 192.68 | 69.96 (1) | 122.72 (1) |
| Medalha de prata  | Aliona Savchenko / Robin Szolkowy             | Alemanha      | 185.95 | 66.78 (2) | 119.17 (2) |
| Medalha de bronze | Yuko Kawaguchi / Alexander Smirnov            | Rússia        | 181.71 | 62.94 (4) | 118.77 (3) |
| 4                 | Maria Mukhortova / Maxim Trankov              | Rússia        | 179.82 | 63.10 (3) | 116.72 (4) |
| 5                 | Ksenia Krasilnikova / Konstantin Bezmaternikh | Rússia        | 149.44 | 53.96 (5) | 95.48 (5)  |
| 6                 | Adeline Canac / Maximin Coia                  | França        | 132.25 | 46.82 (6) | 85.43 (6)  |
| 7                 | Maria Sergejeva / Ilja Glebov                 | Estônia       | 130.21 | 45.40 (7) | 84.81 (7)  |
| 8                 | Laura Magitteri / Ondřej Hotárek              | Itália        | 121.54 | 40.48 (8) | 81.06 (8)  |

### Dança no gelo
| Pos.              | Nome                                         | Nacionalidade    | Pontos | DC         | DO         | DL         |
| ----------------- | -------------------------------------------- | ---------------- | ------ | ---------- | ---------- | ---------- |
| Medalha de ouro   | Oksana Domnina / Maxim Shabalin              | Rússia           | 205.24 | 40.05 (1)  | 63.20 (1)  | 101.99 (1) |
| Medalha de prata  | Nathalie Péchalat / Fabian Bourzat           | França           | 184.38 | 34.87 (2)  | 58.03 (2)  | 91.48 (2)  |
| Medalha de bronze | Anna Zadorozhniuk / Sergei Verbillo          | Ucrânia          | 161.64 | 29.28 (5)  | 50.76 (5)  | 81.60 (4)  |
| 4                 | Ekaterina Bobrova / Dmitri Soloviev          | Rússia           | 161.51 | 30.22 (3)  | 52.44 (3)  | 78.85 (6)  |
| 5                 | Katherine Copely / Deividas Stagniūnas       | Lituânia         | 161.36 | 27.68 (6)  | 50.83 (4)  | 82.85 (3)  |
| 6                 | Anastasia Grebenkina / Vazgen Azrojan        | Armênia          | 160.72 | 30.04 (4)  | 49.33 (6)  | 81.35 (5)  |
| 7                 | Ekaterina Rubleva / Ivan Shefer              | Rússia           | 151.13 | 26.70 (8)  | 47.70 (7)  | 76.73 (7)  |
| 8                 | Nelli Zhiganshina / Alexander Gazsi          | Alemanha         | 143.69 | 27.08 (7)  | 45.73 (8)  | 70.88 (9)  |
| 9                 | Kamila Hájková / David Vincour               | República Tcheca | 139.14 | 23.35 (9)  | 44.50 (9)  | 71.29 (8)  |
| 10                | Lynn Kriengkrairut / Logan Giulietti-Schmitt | Estados Unidos   | 131.82 | 22.03 (10) | 41.30 (10) | 68.49 (10) |

## Quadro de medalhas
| Ordem | País           | Medalha de ouro | Medalha de prata | Medalha de bronze |    | Ordem por total |
| ----- | -------------- | --------------- | ---------------- | ----------------- | -- | --------------- |
| 1     | Rússia         | 1               |                  | 2                 | 3  | 1               |
| 2     | China          | 1               |                  |                   | 1  | 2               |
| 2     | Coreia do Sul  | 1               |                  |                   | 1  | 2               |
| 2     | Estados Unidos | 1               |                  |                   | 1  | 2               |
| 5     | Alemanha       |                 | 1                |                   | 1  | 2               |
| 5     | França         |                 | 1                |                   | 1  | 2               |
| 5     | Japão          |                 | 1                |                   | 1  | 2               |
| 5     | Suíça          |                 | 1                |                   | 1  | 2               |
| 9     | Canadá         |                 |                  | 1                 | 1  | 2               |
| 9     | Ucrânia        |                 |                  | 1                 | 1  | 2               |
| TOTAL | TOTAL          | 4               | 4                | 4                 | 12 | —               |